# Чайкіна Єлизавета Іванівна
Єлизавета Іванівна Ча́йкіна (рос. Елизавета Ивановна Чайкина; 28 серпня 1918 — 23 листопада 1941) — секретар Пенівського підпільного райкому комсомолу Калінінської області, одна з організаторів партизанського загону під час німецько-радянської війни. Герой Радянського Союзу (1942).

## Біографія
Народилася 28 серпня 1918 року в селі Руно, нині Пенівський район Тверської області.
Член ВКП (б) з 1939 року. У 1939 році обрана секретарем Пенівського райкому комсомолу. У 1941 році Ліза спрямована на обласні курси партійних і комсомольських працівників у місто Калінін (нині Твер).
Під час німецько-радянської війни — секретар Пенівського райкому ВЛКСМ Л .Чайкіна очолювала підпільну організацію молоді, брала активну участь в операціях партизанського загону, що діяв на території Великолуцької і Калінінської областей.
22 листопада 1941 року Лізу Чайкіну було відправлено в село Пено на розвідування чисельності ворожого ґарнізону. Дорогою до Пено вона зайшла на хутір Красноє Покатіще до своєї подруги, розвідниці Марусі Купорової. Там її помітив староста і доніс німцям, які увірвалися в будинок Купорових, розстріляли усю родину, а Лізу Чайкіну відвезли в Пено. Навіть під тортурами вона відмовилася видати інформацію про місцезнаходження партизанського загону і була розстріляна 23 листопада 1941 року.
Похована в сквері в селищі Пено Тверської області.

## Нагороди
- Медаль «Золота Зірка» Героя Радянського Союзу (6 березня 1942 року, посмертно)[2]

- Орден Леніна (6 березня 1942 року, посмертно)

## Пам'ять

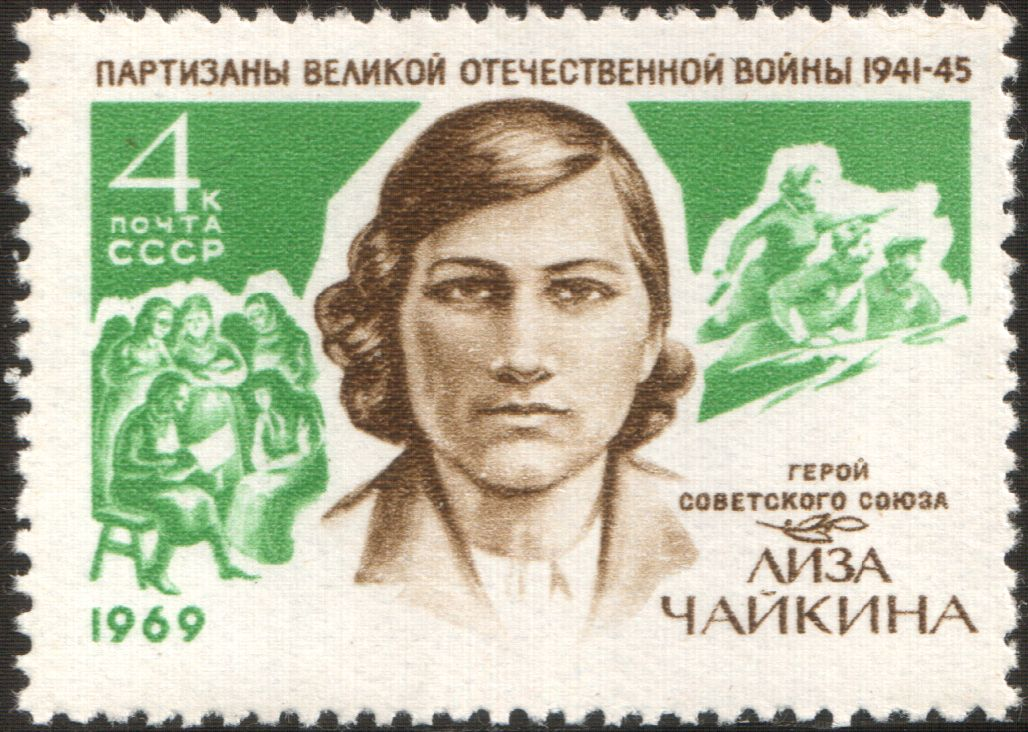
Радянська поштова марка із зображенням Чайкіної.

- 1942 році ім'ям Чайкіної названа комсомольсько-молодіжна партизанська бригада, в 1943 — ескадрилья літаків 630-го (147-го) гвардійського винищувального авіаполку.
- Ім'я партизанки носить Музей імені Лізи Чайкіної в Твері. У 1942 році на пересувній виставці Омський художників для госпіталів К. П. Бєлов представив мальовниче полотно «Ліза Чайкіна».
- У 1945 році комсорг 705-го полку, який встановив Прапор Перемоги, Микола Бєляєв написав на стіні Рейхстагу «Наша Ліза» в пам'ять про Лізу Чайкіної, з якою він був знайомий до війни.
- 3 травня 1946 року німецьке судно «Heinrich Arp», перейменоване в 1945 році в «Empire Connemara», було передано на річці Клайд Радянському Союзу по репаріації і перейменовано на пароплав «Ліза Чайкіна». Історія пароплава не менш цікава, ніж історія Лізи Чайкіної — він згаданий в декількох книгах радянських авторів, в останні роки експлуатації перевозив ув'язнених на Далекому Сході.
- Вулиці в багатьох містах Росії, Білорусії, Казахстану і України.
- На честь Лізи Чайкіної названий теплохід, що курсує по озеру Селігер.
- У 1970 роки вздовж південного берега Криму курсував теплохід «Ліза Чайкіна» (проєкт 1430).
- У 1978 році видано художній маркований конверт, присвячений героїні.
- В її честь встановлено пам'ятник в Омську (скульптор А. А. Цимбал), у Владивостоці, в місті Мала Вішера у швейної фабрики, погруддя на вул. Набережній, 1 (біля школи № 13), (Київ Червоноармійський провулок), погруддя у Мінську. У травні 2013 року на честь Лізи Чайкіної встановлено меморіальну таблицю у Петрозаводську.
- У 1944 році на місці загибелі партизанки встановлено погруддя Чайкіної (скульптор Н. В. Томський). У 1981 році проведена реконструкція меморіального комплексу. Також в Пено існує діючий музей, присвячений Лізі.
- Традиційний міжнародний турнір з плавання імені Лізи Чайкіної проводиться з 1981 року. Турнір проходить в 25-метровому басейні «Янтар» у Мінську.

## У мистецтві
Подвигу Чайкіної присвячений роман Н. З. Бірюкова «Чайка», поема М. І. Коміссарова «Ліза Чайкіна», цикл віршів Михайла Свєтлова. На честь Лізи Чайкіної композитором Маргаритою Кусі написана поема для симфонічного оркестру «Чайка» у 1950 році.